# 480p
480p est une nomenclature utilisée en vidéo numérique pour désigner une image vidéo en définition étendue composée de 480 lignes progressives ; l'image peut avoir un rapport d'image de 4/3 ou de 16/9.
Le 480p est l'équivalent progressif du 480i, et peut en avoir les mêmes dimensions (720×480, 704×480, etc) ; il en existe en trois variantes principales : 480p24, 480p30 et 480p60. Sa cadence d'image réelle est en général de 1 001 fois la cadence d'image indiquée.
Son équivalent dans les territoires à 50 Hz est le 576p.

## 480p24
Le 480p24 est souvent utilisé pour la production de fictions télévisuelles dans les territoires à 60 Hz, dans la mesure sa cadence d'images est pour ainsi dire identique à la cadence cinéma (24 images par seconde). De même, les films de cinéma destinés à la diffusion télévisuelle dans ces territoires sont convertis dans ce format.
Le 480p24 peut être acquis et édité de manière native, mais il peut également utiliser les canaux prévus pour le 480i60 en utilisant la technique du 3:2 pulldown, notamment lors de sa diffusion télévisuelle. Il peut être stocké sur DVD dans sa forme native, mais est souvent converti en 480i à la lecture.

## 480p30
Le 480p30 est surtout utilisé sur internet où il provient essentiellement de 480i désentrelacé. Quand il est utilisé comme format de production, il est souvent capturé, édité et diffusé dans des canaux prévus pour le 480i60 en utilisant la méthode dite progressive segmented frame, qui permet donc de diffuser des images produites en 480p30 à la télévision ou sur DVD.

## 480p60
Le 480p60 fait partie de ce qu'on appelle la télévision à définition étendue, qui se veut un intermédiaire entre la télévision à définition standard et la télévision haute définition. Ce format permet de conserver la fluidité inhérente au 480i tout en bénéficiant d'une qualité d'image supérieure du fait de son balayage progressif. Ce format est quasi inexistant en tant que format de production et s'obtient généralement par désentrelacement de vidéo en 480i ou en convertissant des vidéos haute définition (1080i60, 720p60). Il est également rare en diffusion (même si prévu par la norme ATSC, qui régit la définition télévisuelle numérique terrestre en Amérique du Nord).

Il est par contre répandu comme format de sortie vidéo pour certains lecteurs DVD/Blu-ray ou d'autres équipements électroniques, et est alors transporté par les connectiques YUV et DVI/HDMI (et ce, même dans les territoires à 50 Hz).

## Résumé
Définition d'image : 720×480, 704×480, 640×480, 480×480, 352×480

Type de balayage : progressif

Cadence d'images : 24, 30 ou 60 images par seconde environ

Rapport d'aspect : 4/3, 16/9.